# Lei penal
A lei penal, em sentido amplo, é a principal fonte imediata do direito penal, em virtude do princípio da legalidade e da anterioridade, de acordo com os quais uma norma incriminadora deve ser posta pelos representantes do povo e deve valer apenas após sua entrada em vigor.

## Aplicação da lei penal no Brasil
- Fonte Material: Compete privativamente à União legislar sobre o Direito Penal, portanto a competência é do Congresso Nacional.
- Fontes Formais: Direta: LEI  Indireta:Costumes e Princípios do Direito

### Classificação das Leis
Lei Penal Incriminadora: CRIME
/Lei Penal Permissiva: Tornam impunes determinadas leis, apesar de serem típicas. Causas da exclusão da ilicitude Ex: Art. 23 do CP. Causas da Culpabilidade Ex: Art. 22 do CP
/Lei Penal Incompleta: Precisa de complemento Ex: Art 269 do CP.
/Lei Penal Explicativa: Explica o conteúdo e fixa as regras de aplicação de pena. Ex: Art 115 do CP.
/Lei Penal Completa: Não precisa de complemento. Ex: Art. 121 do CP.
/Lei Penal no Tempo:
- Teoria da atividade: Considera-se crime no momento da conduta.
- Teoria do resultado: Considera-se crime no momento do resultado.
- Teoria mista (ubiquidade): Considera-se o crime tanto no momento da ação ou omissão quanto no momento de seus resultados .(Teoria adotada pelo Brasil)

### Conflitos das leis penais no tempo
"A lei penal não retroagirá, salvo para beneficiar o réu"
Abolitio Criminis: Deixa de incriminar a conduta. Ex: Art. 240 Adultério - Deixou de ser crime
Novatio Legis in Mellius: Melhora de algum modo a situação do réu. Portanto retroage.
Novatio Legis in Pejus: Piora de algum modo a situação do réu. Não retroage.
Novatio Legis Incriminadora: Incrimina a conduta que não era crime. Não retroage.
Lei Temporária: Tem prazo de vigência estabelecido na lei. Não precisa de outra lei para revogá-la.
Lei excepcional: Possui vigência em situações excepcionais. Ex: Guerra. Características dessas leis:
Ultrativas: Produzem efeito ainda que outra lei esteja vigente.
De acordo com o artigo 4º do Código Penal brasileiro, aplica-se a lei vigente no momento da atividade, ou seja, da conduta criminosa, em detrimento dos princípios do resultado e da ubiquidade.

### Lei penal no espaço
Adota-se a teoria da Ubiquidade, definida no art. 6º do Código Penal brasileiro, qual seja, a que considera que o crime é consumado tanto no local onde foi praticado, quanto no lugar onde ocorreu o resultado danoso à vítima. Deve-se levar em consideração ambos, dependendo de cada crime, cada caso em concreto.

#### Territorialidade
O princípio da territorialidade determina a aplicação da lei brasileira em toda parte do território do Estado brasileiro, seja em seu solo, águas internas e territoriais, ou coluna de ar sobre ambos.
Por permitir que se aplique tratado internacional no lugar da lei brasileira, diz-se que o Brasil adota a territorialidade temperada

#### Extraterritorialidade
A lei brasileira pode também ser aplicada fora do território brasileiro para alguns casos específicos, de acordo com os princípios da defesa, da justiça universal, da personalidade ativa, da personalidade passiva e da representação, de acordo com o artigo 7º do Código Penal.

## Classificação
As leis penais brasileiras são classificadas em dois tipos:
- O Código Penal propriamente dito (Decreto-lei 2848/40) - e as leis exparsas ou especiais.